# Euphorbia juglans
Euphorbia juglans är en törelväxtart som beskrevs av Robert Harold Compton. Euphorbia juglans ingår i släktet törlar, och familjen törelväxter. Inga underarter finns listade i Catalogue of Life.

## Bildgalleri

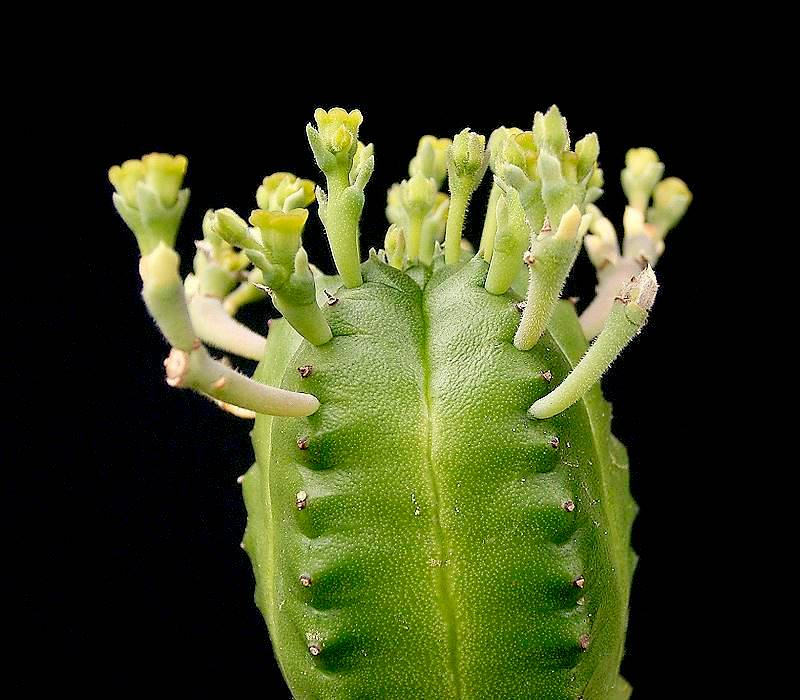
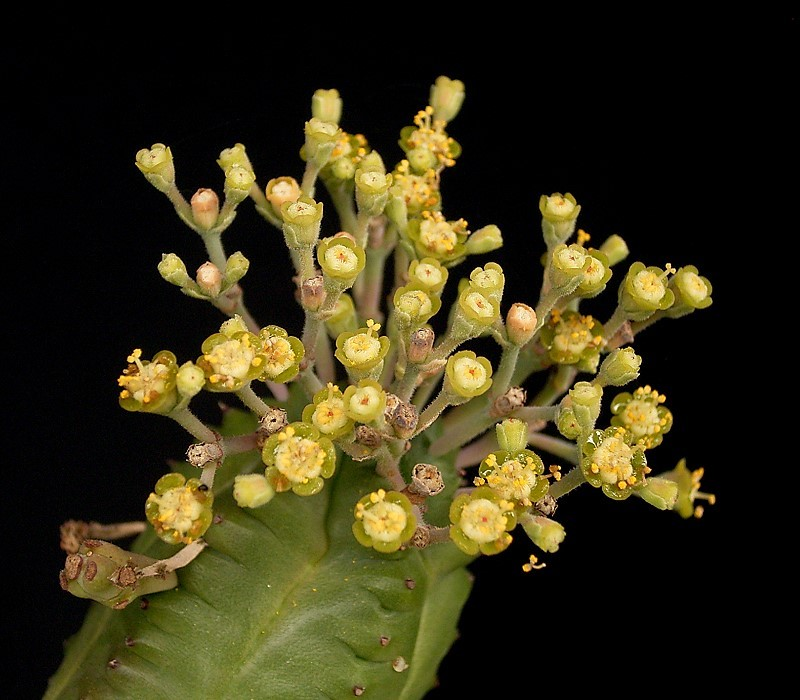